# Lipocarpha mexicana
Lipocarpha mexicana är en halvgräsart som beskrevs av Frederik Michael Liebmann. Lipocarpha mexicana ingår i släktet Lipocarpha och familjen halvgräs. Inga underarter finns listade i Catalogue of Life.